# ValueOne
ValueOne（バリューワン）は、NECから2005年（平成17年）から2008年（平成20年）までの3年間発売されていたデスクトップパソコン。コンセプトは「シンプルPC」。
低価格パソコンとして発売され、余計なアプリケーションやMicrosoft Officeのバンドルやディスプレイを添付しなくしたことで低価格での販売が実現した。
ただ、低価格の割には大容量のメモリやRAID対応ハードディスク。
さらにはデュアルコアCPUなどを搭載している。
大手家電量販店などでは他社のディスプレイとセットで販売されていることも多い。

## シリーズ
2007年（平成19年）販売モデル（OSがWindows Vista Home Basic搭載）においてValueOneは店頭販売向け、NECのPCショッピングサイトNEC Direct向け（Gタイプ）の2シリーズが発売されていた。いずれもCPUはIntel搭載のみとなった。現在は両タイプとも販売を終了している。
- ValueOne タイプMT （NEC Direct上ではValueOne G タイプMT）
拡張性や性能を重視したタワー型パソコン。2007年（平成19年）1月発売の春モデルよりモデルチェンジされた。

- ValueOne タイプST （NEC Direct上ではValueOne G タイプST）
2007年（平成19年）春モデルより初投入されたモデル。本体はMTがタワー型であるのに対し省スペース型になっている。2007年（平成19年）1月発売の春モデルよりモデルチェンジされた直販専用で、7月より店頭販売が開始された。

なお2007年（平成19年）春モデル以前においてValueOneは二つのシリーズで販売されていた。
- MT アドバンスタイプ
ValueOneシリーズでは上位モデル。IntelのCPUを搭載し、RAIDに対応している。
- MT ベーシックタイプ
こちらはアドバンスタイプとは逆の低価格モデル。AMDのCPUを搭載している。